# هنري ستيفنز واشنطن
هنري ستيفنز واشنطن (بالإنجليزية: Henry Stephens Washington)‏ هو جيولوجي أمريكي، ولد في 15 يناير 1867 في نيوآرك في الولايات المتحدة، وتوفي في 7 يناير 1934 في واشنطن العاصمة في الولايات المتحدة.